# Leonel Demelchori
Leonel Demelchori (Quilmes, provincia de Buenos Aires, Argentina; 8 de diciembre de 1994) es un futbolista argentino que juega de delantero.

## Trayectoria
Es un delantero surgido de la cantera cervecera. Debutó en Primera vs River, en la última fecha del Torneo de Transición 2014, de la mano de Marcelo Pontiroli, buscando tener más rodaje en Primera División. En 2016 fue a jugar al Sportivo Dock Sud de la Primera C con el objetivo de sumar experiencia.

## Clubes
| Club                  | País      | Año         |
| --------------------- | --------- | ----------- |
| Quilmes Atlético Club | Argentina | 2014 - 2016 |
| Sportivo Dock Sud     | Argentina | 2016 - 2017 |